# Eryphanis lycomedon
Eryphanis lycomedon är en fjärilsart som beskrevs av Felder 1862. Eryphanis lycomedon ingår i släktet Eryphanis och familjen praktfjärilar. Inga underarter finns listade i Catalogue of Life.